# Karoline av Reuss
Karoline av Reuss, född 13 juli 1884, död 17 januari 1905, var en tysk prinsessan från Huset Reuss som genom giftermål var storhertiginna av Sachsen-Weimar-Eisneach.

## Biografi
Karolines äktenskap 1903 med storhertig Wilhelm Ernst av Sachsen-Weimar-Eisenach arrangerades mot hennes vilja, och hon ska ha försökt avbryta hela bröllopet före vigseln, men tvingats med våld fullfölja det av kejsarparet. Hon vantrivdes vid hovet i Weimar, som vid denna tid var det striktaste av alla tyska hov. Hon ställde till skandal då hon rymde till Schweiz; där hennes make snart gjorde henne sällskap. Man förklarade att hon inte hade rymt från honom utan från hovet. Maken lyckades övertala henne att återvända, men hovetiketten gav henne snart en svår depression. Den officiella orsaken till hennes död angavs vara influensa följt av lunginflammation, men den verkliga troddes vara självmord. Hon blev den sista person som begravdes i dynastins gravvalv i Weimar.